# Skądokąd
Skądokąd – dziesiąty album grupy Raz, Dwa, Trzy wydany 1 marca 2010 (premiera handlowa – 3 marca 2010). Materiał nagrano w RecPublica Studios w Lubrzy we wrześniu i październiku 2009.
16 czerwca 2010 album uzyskał w Polsce certyfikat platynowej płyty sprzedając się w nakładzie 30 000 egzemplarzy.

## Lista utworów
1. Z uśmiechem dziecka kamień
2. Dalej niż sięga myśl
3. Skąd przybywasz
4. Już
5. Zgodnie z planem (może świt błyśnie)
6. Tylko we mgle człowiek
7. Upał roztapia granice miasta
8. Jego gest jego wzrok jego imię
9. To wszystko co niezrozumiałe
10. Oto papieros w dłoni
11. Kolejny utwór instrumentalny "policjanci"

## Lista utworów uprzednio zapowiadana[5]
1. Jak było na początku
2. Horyzont
3. Skąd przybywasz
4. Już nie powiem dobrych snów
5. Zgodnie z planem
6. Ryba
7. Upał
8. Skąd wieje wiatr
9. Każdy się z prawdą może mylić
10. Oto papieros w dłoni
11. Pełniący funkcję policjanta

## Twórcy
- Adam Nowak – gitara akustyczna, śpiew
- Jacek Olejarz – perkusja
- Mirosław Kowalik – kontrabas, gitara basowa
- Jarosław Treliński – gitara elektryczna, gitara akustyczna
- Grzegorz Szwałek - akordeon, Wurlitzer piano, Rhodes piano, clavinet
- Marcin Pospieszalski – producent muzyczny, organy Hammonda, fortepian, skrzypce, altówka, cymbały
- Rafał Paczkowski – realizator dźwięku, mix
- Jacek Gawłowski – mastering
- Damian Styrna – grafika okładki
- Tomas Celis Sanchez – instrumenty perkusyjne
- Joszko Broda – drumla, fujara sałaska
- Antoni Ziut Gralak – trąbka

## Pozycje na listach
| Lista | Kraj   | Pozycja |
| ----- | ------ | ------- |
| OLiS  | Polska | 2       |